# Список об'єктів, названих на честь Стефана Банаха
Наступне було названо на честь Стефана Банаха (пол. Stefan Banach, 1892—1945) — польського математика:
Теореми
- Теорема Банаха — Штайнгауза
- Теорема Банаха про нерухому точку
- Теорема Банаха про замкнений графік
- Теорема Банаха про обернений оператор
- Теорема Гана — Банаха

Інше
- Банахів простір
- Банахова алгебра
- Гра Банаха — Мазура
- Парадокс Банаха — Тарського
- 16856 Банах — астероїд
- Вулиця Стефана Банаха (Львів)

- Міжнародний математичний центр імені Стефана Банаха[pl]
- Banach Journal of Mathematical Analysis[en]